# Paranaemia vittigera
Paranaemia vittigera is een keversoort uit de familie lieveheersbeestjes (Coccinellidae). De wetenschappelijke naam van de soort is voor het eerst geldig gepubliceerd in 1843 door Mannerheim.